# NGC 3395
إن جي سي 3395 (بالألمانية: NGC 3395) التي يرمز لها بالرمز NGC 3395، هي مجرة، واصطدام مجري، في كوكبة الأسد الأصغر.

## الاكتشاف
اكتشفت في 7 ديسمبر 1785، بواسطة ويليام هيرشل.